# Leskeodon paisa
Leskeodon paisa là một loài rêu trong họ Daltoniaceae. Loài này được S.P. Churchill mô tả khoa học đầu tiên năm 1986.